# Скриба (Нью-Йорк)
Скриба (англ. Scriba) — місто (англ. town) в США, в окрузі Освіго штату Нью-Йорк. Населення — 6617 осіб (2020).

## Демографія
Згідно з переписом 2010 року, у місті мешкало 6840 осіб у 2748 домогосподарствах у складі 1884 родин. Було 3121 помешкання
Расовий склад населення:
| - 97,1 % — білих - 0,6 % — азіатів - 0,5 % — чорних або афроамериканців - 0,2 % — корінних американців |

До двох чи більше рас належало 1,1 %. Частка іспаномовних становила 1,9 % від усіх жителів.
За віковим діапазоном населення розподілялося таким чином: 22,9 % — особи молодші 18 років, 65,7 % — особи у віці 18—64 років, 11,4 % — особи у віці 65 років та старші. Медіана віку мешканця становила 40,9 року. На 100 осіб жіночої статі у місті припадало 98,0 чоловіків;  на 100 жінок у віці від 18 років та старших — 98,6 чоловіків також старших 18 років.
Середній дохід на одне домашнє господарство  становив 75 119 доларів США (медіана — 59 110), а середній дохід на одну сім'ю — 93 307 доларів (медіана — 77 946). Медіана доходів становила 58 846 доларів для чоловіків та 40 328 доларів для жінок. За межею бідності перебувало 12,8 % осіб, у тому числі 16,5 % дітей у віці до 18 років та 6,2 % осіб у віці 65 років та старших.
Цивільне працевлаштоване населення становило 3248 осіб. Основні галузі зайнятості: освіта, охорона здоров'я та соціальна допомога — 29,2 %, транспорт — 13,3 %, роздрібна торгівля — 12,3 %.